# Casino (teater)
 For alternative betydninger, se Casino (flertydig). (Se også artikler, som begynder med Casino)
Casino var et teater i Amaliegade 10 ved Sankt Annæ Plads i Frederiksstaden i København. Det blev bygget i 1847 af Tivolis initiativrige grundlægger, Georg Carstensen. Bygningen er tegnet af arkitekt H.C. Stilling og blev nedrevet i 1960. 
Casino var tænkt som et "Vinter-Tivoli", men omdannedes snart til et teater, som med et folkeligt repertoire skulle tage konkurrencen op med Det kongelige Teater. H.C. Andersen, som livet igennem måtte lide skuffelser på nationalscenen, fik flere successer på Casino som Meer end Perler og Guld og eventyrkomedien 
Ole Lukøie (1850). Også komedier af Hostrup og Overskou fik succes på Casino.
August Windings violin-koncert op.11 havde urpremiere i Casinos Store Sal i 1867 og 
Edvard Griegs klaverkoncert i a-mol (op. 16) i 1868.
Men det københavnske forlystelsesliv flyttede nærmere Vesterbro og Frederiksberg, og teatret havde sidste forestilling 2. april 1939. Bygningen blev nedrevet i 1960. På grunden ligger i dag Assurandørernes Hus.
Casinoteatret er kendt for 20. marts 1848 at lægge sal til Casinomødet, hvor en stor forsamling borgere med Orla Lehmann i spidsen krævede kongens ministerium afsat og en fri fælles forfatning for Danmark og Slesvig. Mødet var begyndelsen til martsrevolutionen, som banede vej for den første danske grundlov.

## Direktører
| - 1848-1855: Hans Wilhelm Lange - 1855-1860: Erik Bøgh - 1860-1862: M.W. Brun - 1862-1864: H.P. Holst - 1864-1865: Thomas Overskou - 1865-1865: Christian Schmidt - 1865-1869: Theodor Rasmussen - 1869-1884: Theodor Andersen - 1884-1887: August Rasmussen - 1887-1888: Sophus Neuman og Lauridts Stigaard - 1888-1888: Hans Riber Hunderup og Hans Lindemann - 1888-1890: Carl Nielsen (bagermester) - 1890-1891: Robert Watt - 1891-1892: Frederik Adolf Cetti, Vilhelm Østergaard, Theodor Andersen - 1892-1893: Sofus Birck | - 1893-1894: Gustav Esmann - 1894-1900: Richard Schrøder - 1900-1902: Edgard Høyer - 1902-1905: Martinius Nielsen - 1905-1910: Frits Petersen - 1911-1912: Paul Fjeldgaard - 1912-1914: Gerda Christophersen - 1914-1916: Holger Rasmussen - 1916-1921: Herman-Petersen - 1921-1931: Emanuel Gregers - 1931-1932: Nancy Nathansen og Henry Schmidt - 1932-1933: Christian Frier - 1933-1934: Svend Borch - 1934-1937: Kaj Mervild |

### Carl Nielsen
Carl Christian Edvard Nielsen (19. juni 1854 i København – 19. marts 1895 sammesteds) var teaterdirektør for Casino 1888 til 1890 og forretningsfører januar-maj 1894. Begge gange drev han teatret med økonomisk succes.
Han var lige som sin fader, oprindeligt udlært som bager. Han blev den 16. november 1877 gift i Holmens Kirke med skuespillerinden Thora Schwartz Nielsen, som fik en karriere på Casino. Hun døde i 1894. Han og hustruen er begravet på Assistens Kirkegård.

## Ekstern henvisning; litteratur
- København før og nu – og aldrig, bind 6: Frederiksstaden og Nyhavn, af Tobias Faber, 1969, side 274–283,287 (med mange billeder og planer af bygningen, samt af de forskellige fester som den var rammen om)
- Repertoire 1847-1900
- Beskrivelse hos Teatermuseet Arkiveret 6. januar 2012 hos  Wayback Machine

55°40′56.57″N 12°35′31.7″Ø / 55.6823806°N 12.592139°Ø